# Jesus Tuquib
Jesus B. Tuquib (Clarin, 27 juni 1930 – Cagayan de Oro, 1 augustus 2019) was een Filipijnse rooms-katholieke geestelijke. Tuquib was sinds zijn pensionering in 2006 emeritus-aartsbisschop van het Aartsbisdom Cagayan de Oro.
Tuquib werd tot priester gewijd op 14 maart 1959. Op 42-jarige leeftijd werd hij benoemd tot bisschop van het bisdom Pagadian. Elf jaar later, op 31 mei 1984 werd Tuquib benoemd tot aartsbisschop-coadjutor van het aartsbisdom Cagayan de Oro. Op 5 januari 1988 volgde hij Patrick Cronin op als aartsbisschop van Cagayan de Oro. Wegens het bereiken van de pensioengerechtigde leeftijd ging hij op 4 maart 2006 met pensioen, waarna hij werd opgevolgd door Antonio Ledesma.
Tuquib werd 89 jaar oud.